# Bakarangan
Bakarangan – wieś (desa) w kecamatanie Bakarangan, w kabupatenie Tapin w prowincji Borneo Południowe w Indonezji.
Miejscowość ta leży na północ od drogi Jalan Hakim Samad, na północny zachód od Rantau.